# Horst Siegel (Architekt)

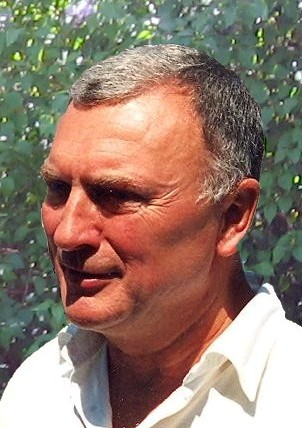
Horst Siegel (2009)

Horst Siegel (* 4. Mai 1934 in Lampersdorf (Riesengebirge); † 17. September 2020 in Weimar) war ein deutscher Architekt, Stadtplaner und Hochschullehrer.

## Leben und Wirken

H. Zaglmeier, H. Siegel, R. Paulick, Halle-Neustadt (1967)

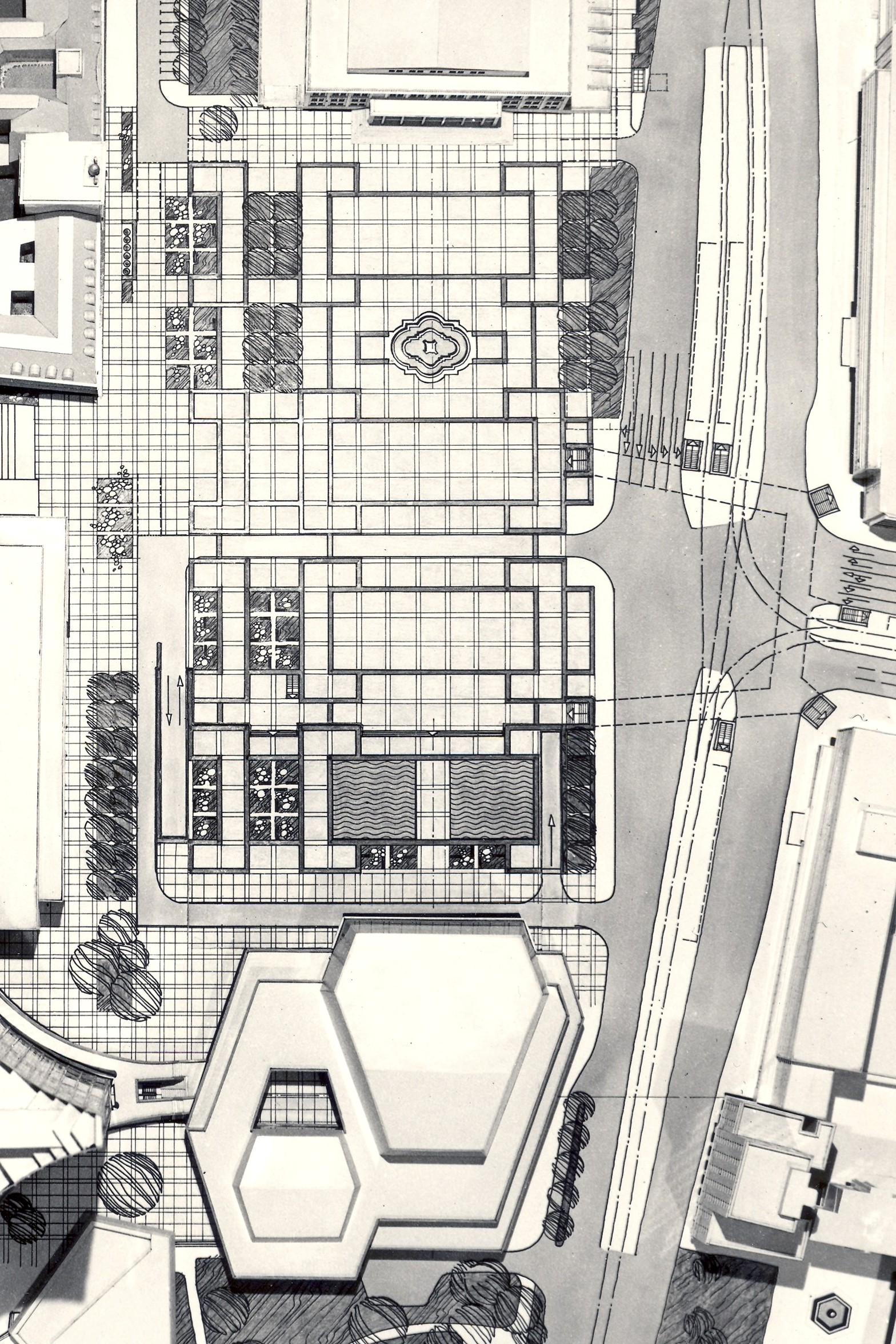
Leipzig: Städtebauliche Einordnung und architektonische Konzeption „Neues Gewandhaus“ mit Variante für Platzgestaltung (Vorlage 13. März 1976)

Horst Siegel absolvierte von 1948 bis 1951 eine Maurerlehre. Anschließend besuchte er die Arbeiter-und-Bauern-Fakultät und studierte bis 1959 an der Hochschule für Architektur und Bauwesen Weimar. Sein Studium schloss er als Diplom-Ingenieur ab und war als Assistent und Wissenschaftlicher Mitarbeiter an der Hochschule für Architektur und Bauwesen tätig. 1963 wurde er promoviert. In Halle-Neustadt war Siegel von 1964 bis 1967 Hauptarchitekt beziehungsweise stellvertretender Chefarchitekt. 1967 wurde er Chefarchitekt in Leipzig und leitete bis 1985 auch das von ihm gegründete städtische Planungs- und Architekturbüro (BCA). Zugleich war er von 1969 bis 1985 als Honorarprofessor an der Technischen Universität Dresden tätig. Von 1985 bis 1991 war er Professor an der Hochschule für Architektur und Bauwesen Weimar. Von 1991 bis 1999 arbeitete er als freier Architekt.
Horst Siegel war verantwortlich für den Generalbebauungsplan der Stadt Leipzig von 1970. Damit war er unter anderem auch am neuen Gewandhaus zu Leipzig, am ehemaligen Universitätshochhaus (City-Hochhaus), am Wintergartenhochhaus sowie an dem neuen Leipziger Stadtteil Grünau und Wohngebiet Paunsdorf als führender Architekt beteiligt. (Siehe auch: Plattenbauten in Leipzig) Die Umnutzung des Friedensparks geht ebenfalls auf den Generalbebauungsplan von 1970 zurück. Auch bei der Planung und dem Bau der Chemiearbeiterstadt Halle-Neustadt war er einer der leitenden Architekten. In den 1990er Jahren führte er die Umnutzung einer ehemaligen Brauerei zur Zweigbibliothek der Bauhaus-Universität und abschließend die Neugestaltung der Stadtbücherei Weimar.

## Projekte (Auswahl)

Leipzig: Wohnhochhaus Wintergartenstraße – erbaut 1972 (um 1975)

- 1965/1967: Wohnkomplex III Halle-Neustadt (für etwa 16.000 Einwohner; städtebaulicher Entwurf und Konzeption Bildende Kunst; mit Richard Paulick, Harald Zaglmeier und Otto ValldeRuten)
- 1968/1970: Wohnhochhaus Wintergartenstraße in Leipzig (städtebaulich-architektonischer Entwurf; mit Frieder Gebhardt, Ambros G. Gross und Georg Eichhorn; auf der Grundlage von Berliner-WBK-Entwurfs-Studien von Manfred Zumpe und Hans-Peter Schmiedel)
- 1968/1970: Generalbebauungsplan der Stadt Leipzig 1970 (mit Wolfgang Geißler, Siegfried Hillmann, Ambros G. Gross und Johannes Schulze koordiniert erstellt mit dem Generalverkehrsplan von Kurt Ackermann)
- 1970/1972: Wintergartenhochhaus in Leipzig
- 1972/1975: Sommerferienhaus in Prerow (Darss)
- 1972/1976: Neues Gewandhaus in Leipzig (städtebaulich-architektonische Konzeption (13. März 1976); mit Rudolf Skoda)
- 1973/1985: Neuer Stadtteil Leipzig-Grünau (ursprünglich geplant für etwa 100.000 Einwohner; städtebaulicher Entwurf; mit Ambros G. Gross und Kurt Ackermann (Verkehrsplanung) sowie Georg Eichhorn, Hellmut Neumann, Hans-Dietrich Wellner, Bodo Hoffmann und Henriette Krahnstöver und Mitarbeitern des Leipziger Wohnungsbaukombinates)
- 1988/1989: DDR-Pavillon zur Expo 92 in Sevilla (1. Preis im Rahmen eines DDR-internen „Aufforderungswettbewerbs“; mit Oskar Büttner, Andreas Kästner, Bernd Rudolf und Matthias Zimmermann)
- 1992/1994: Studie zur Terrassenhausbebauung in Nierstein (Rhein) sowie Entwürfe für Einfamilienhäuser in Wetzlar, Aßlar und Quirla
- 1993/1994: Autohaus Scholz sowie Sanierung von Wohngebäuden in Apolda / Oberrossla
- 1994/1995: Umnutzung einer ehemaligen Brauerei im Stadtzentrum von Weimar zur Zweigbibliothek (heute Teil der Universitätsbibliothek Weimar) sowie zu Studios und Werkstätten der Bauhaus-Universität Weimar (mit Sylvelin Rudolf, Joachim Huber, Torsten Brecht und Bernd Rudolf)
- 1996/1998: Umbau, Sanierung und Neugestaltung der Stadtbücherei in Weimar (mit Rubertus Gips, Michaela Grantner und Heike Reckert)

Projekte und Bauten
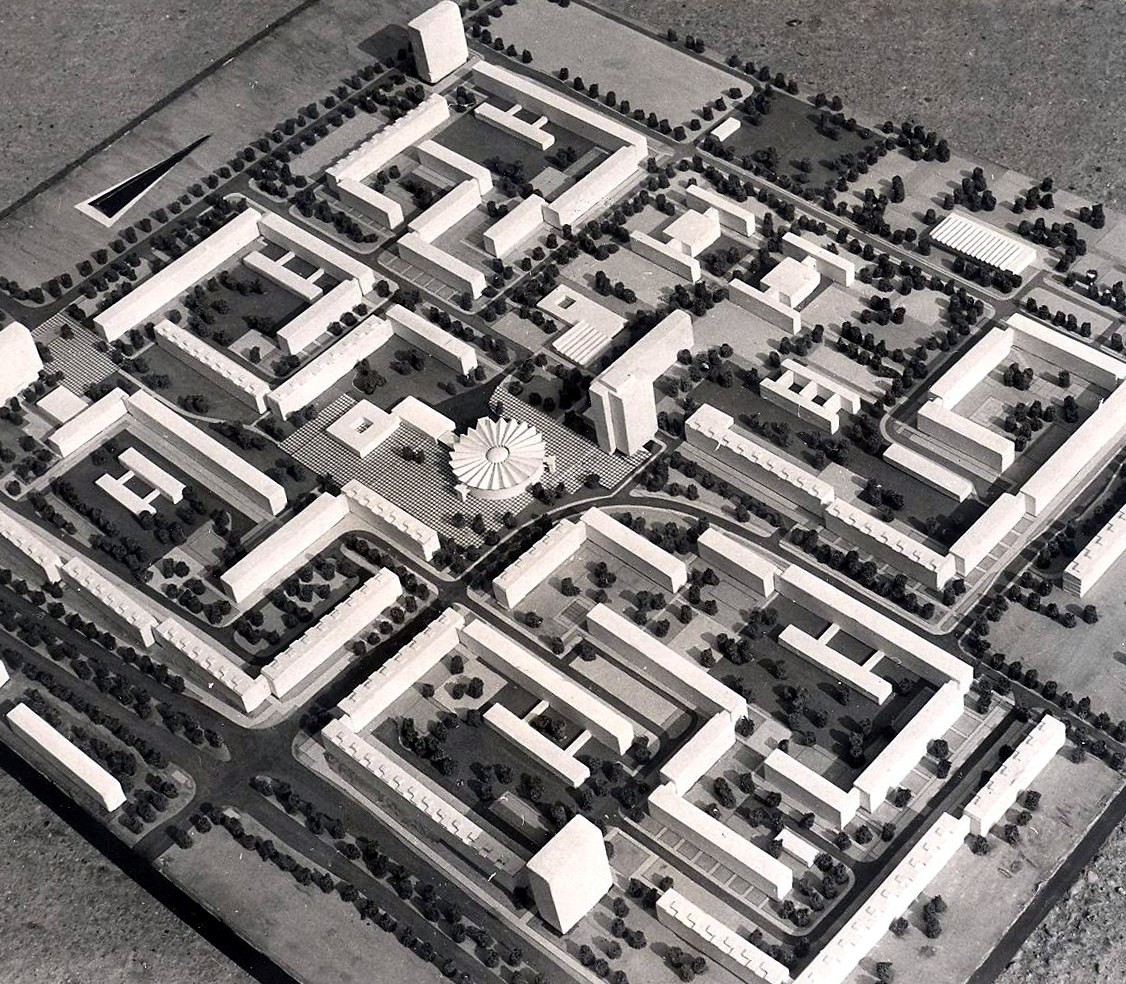
Halle-Neustadt: Wohnkomplex III, Städtebauliches Arbeitsmodell (1966/67)
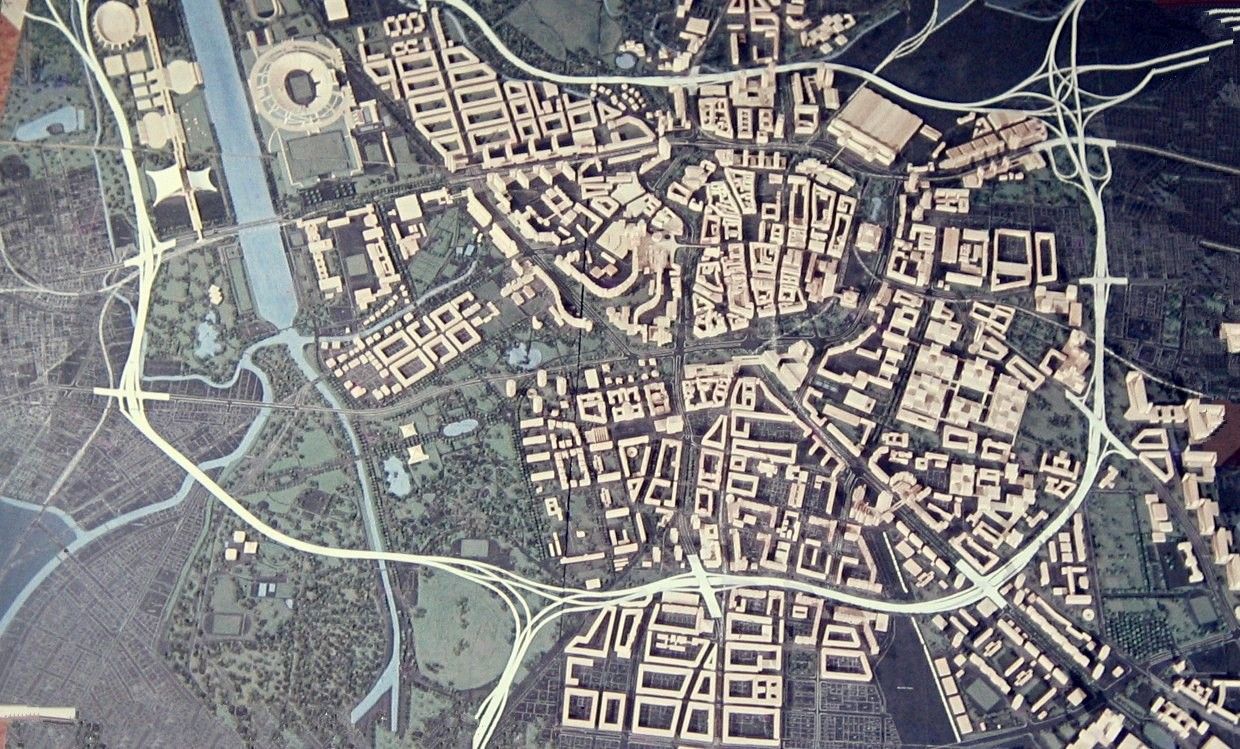
Leipzig: Generalbebauungsplan 1970, 3-dimensionales Prognosemodell Zentraler Stadtbereich
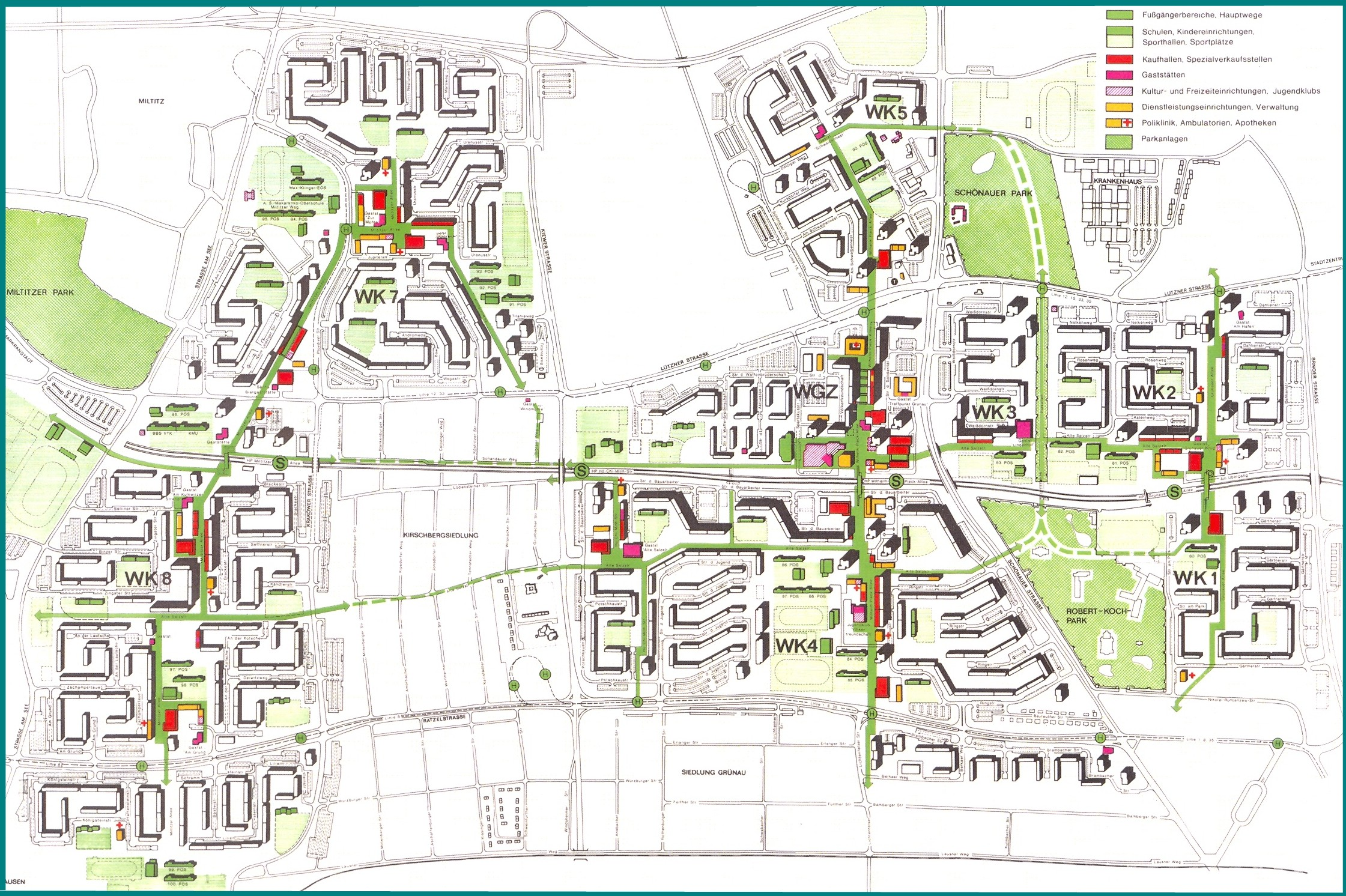
Leipzig: neuer Stadtteil „Grünau“; ursprünglich geplant ~ 100.000 Einwohner (Stand: 1984/85)
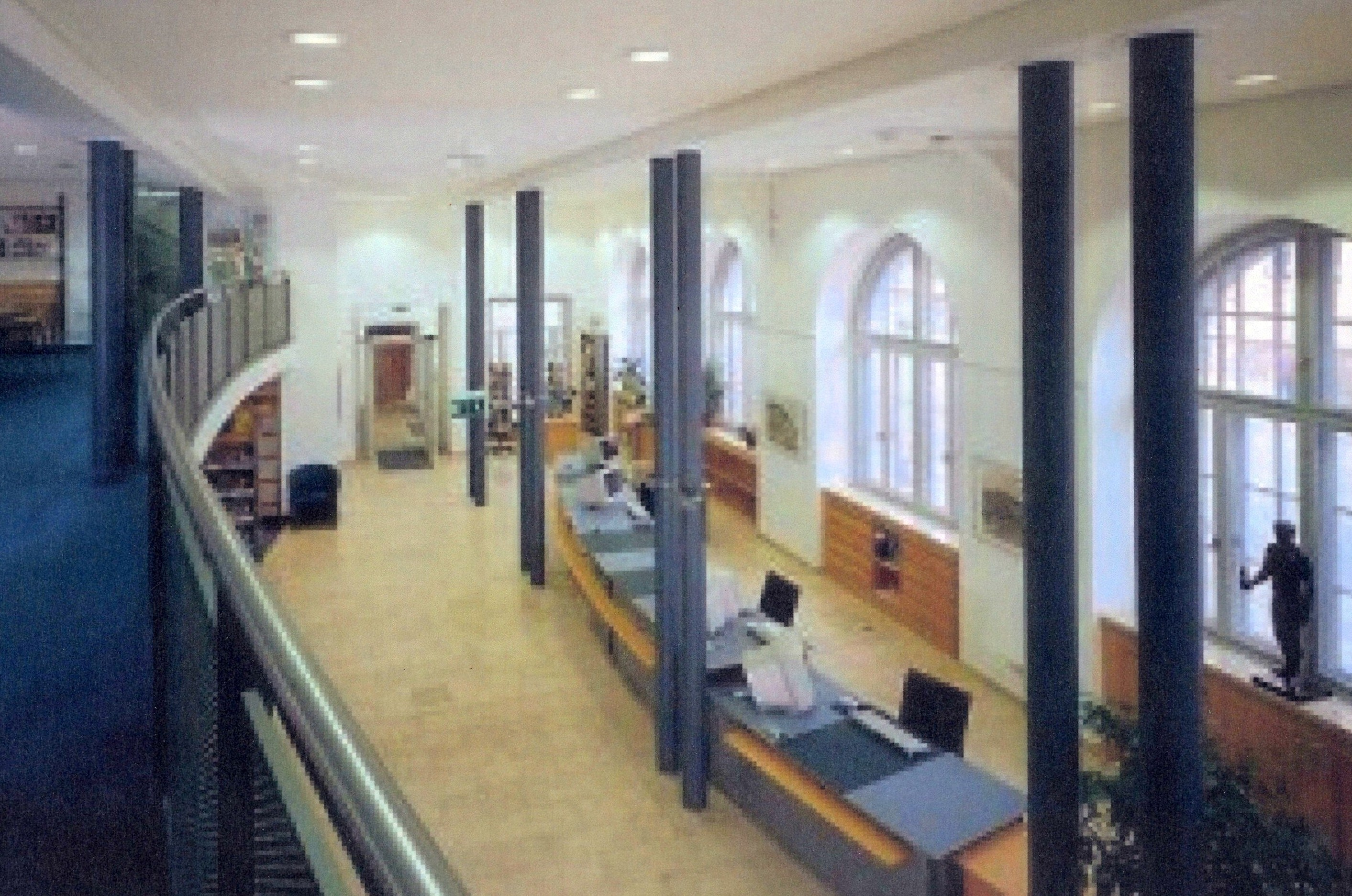
Weimar: Umbau und Neugestaltung der Stadtbücherei (1996–1998)

## Schriften (Auswahl)
- Zur Planung der Wohnkomplexe „Chemiearbeiterstadt Halle-West“. In: Deutsche Architektur, Jahrgang 1967, Heft 4
- Zu Problemen der Funktionsverflechtung und Funktionsüberlagerung in städtischen Siedlungssystemen sowie zu daraus resultierenden Aufgaben für die Stadtplanung. In: Wissenschaftliche Zeitschrift der TU Dresden, Jahrgang 1973, Heft 4.
- Gedanken zu den mit unserem Wohnungsbauprogramm verbundenen volkswirtschaftlichen Aufwendungen und … In: Bauinformation, Jahrgang 1982, Heft 100.
- Wie das Neue Gewandhaus zu Leipzig seinen Platz und seine Gestalt bekam. In: Leipziger Blätter, Jahrgang 1982, Heft 1.
- Planung und Gestaltung der Stadt Leipzig. Ein Beitrag zur praktischen Erbaneignung der Ideen des Bauhauses. In: Wissenschaftliche Zeitschrift der Hochschule für Architektur und Bauwesen Weimar, Jahrgang 1983, Heft 5/6.
- (gemeinsam mit Hans-Herrmann Oehring): Ordnung über die Erteilung der „Städtebaulichen Bestätigung von Bau- und Gestaltungsmaßnahmen in  der Stadt Leipzig“. Ein Erfahrungsbericht. In: Architektur der DDR, Jahrgang 1984, Heft 2.
- Leipzig und sein Wohnungsbauprogramm. Zur Entwicklung und Gestaltung der Stadt Leipzig seit Bestehen der DDR. In: Beiträge zur Stadtgeschichte, Leipzig; Buch 3/1984 sowie in den Materialien des IFHP-Welt Concresses Berlin (West); 1984
- Einfluss des Kohle-Energie-Programms der DDR und des Wohnungsbaues auf die städtebauliche Entwicklung von Leipzig. In: 9th Bartlett International Summer School, London; Heft 9/1988
- Generalbebauungsplan (Leipzig). Ziele, Aussagen und Ergebnisse. (einschließlich einer „Zeittafel“ der Planungs- und Bauaufgaben in Leipzig von 1945/1949 bis 1990.) In: Bauen in Leipzig 1945–1990. RLS Sachsen 2003, ISBN 3-89819-159-1.
- Stationen & Situationen eines Architekten. Arbeitsbiografische Notizen. (Manuskript in der Fassung vom 15. Mai 2011; Kopie vorhanden in den wissenschaftlichen Sammlungen des IRS Erkner sowie im Archiv der Moderne an der Bauhaus-Universität Weimar)

## Auszeichnungen
- 1981: Nationalpreis II. Klasse für Kunst und Literatur (Gewandhaus Leipzig; im Kollektiv)
- 1982: Architekturpreis des Bezirkes Leipzig
- 1983: Preis für Städtebau und Architektur der Stadt Leipzig
- 1983: Schinkelmedaille des Bundes der Architekten in der DDR